# Diana Vickers
Diana Vickers (ur. 30 lipca 1991 w Blackburn) – brytyjska piosenkarka pop i aktorka teatralna. Półfinalistka piątej edycji programu The X Factor.

## Dyskografia
Albumy
- Songs from the Tainted Cherry Tree (2010)
- Music to Make Boys Cry (2013)

Single
- 2008 - "Hero" (z finalistami programu The X Factor)
- 2010 - "Once"
- 2010 - "The Boy Who Murdered Love"
- 2010 - "My Wicked Heard"
- 2013 - "Cinderella"
- 2013 - "Music to Make Boys Cry"

## Nagrody i nominacje
Nominacje
- 2009: BRIT Awards Najlepszy brytyjski singel – "Hero"